# 荒井神社 (南丹市)

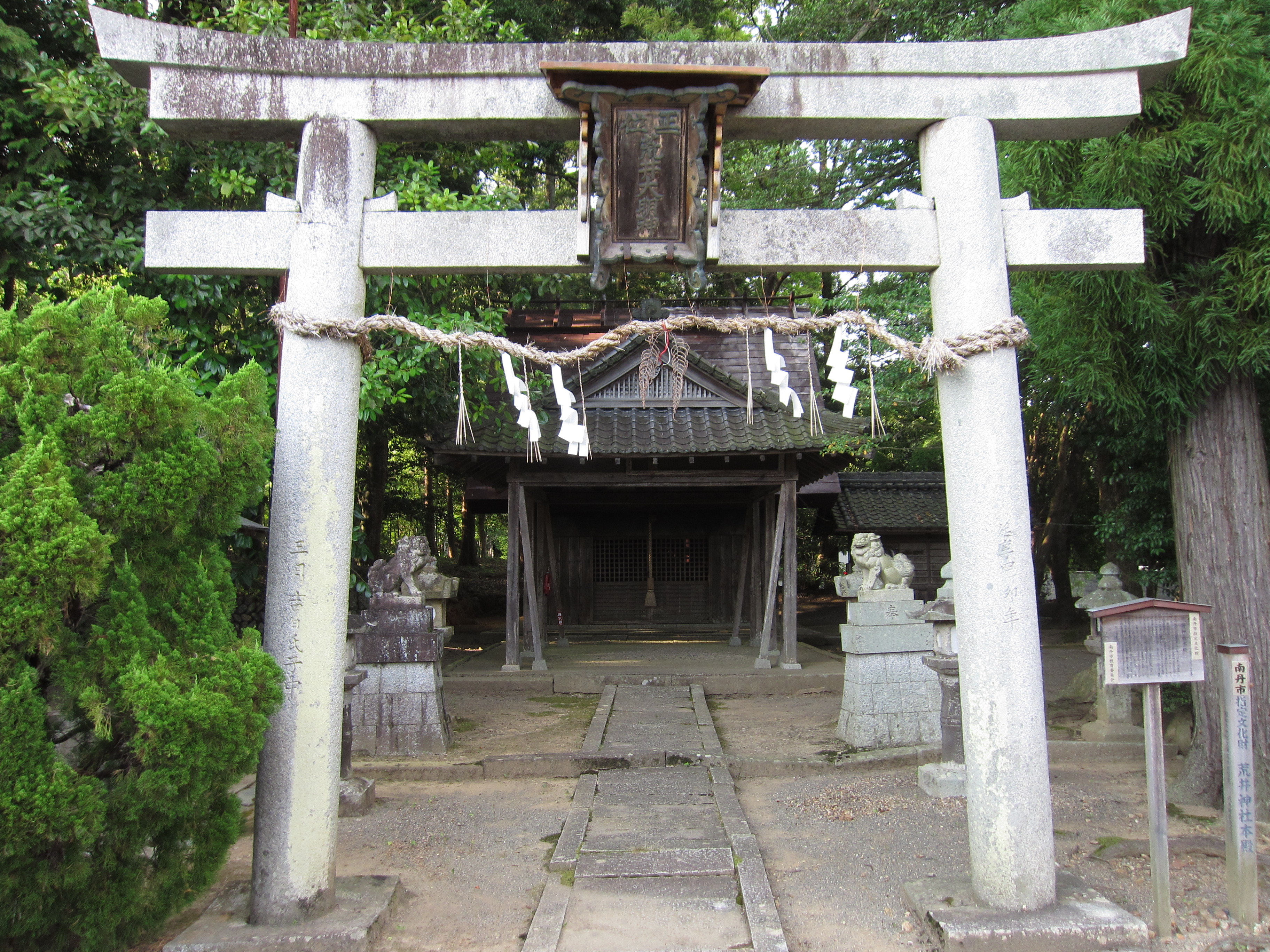
鳥居

荒井神社（あらいじんじゃ）は、京都府南丹市八木町美里にある神社。式内社論社で、旧社格は村社。

## 祭神
- 荒魂神

祭神は物部氏祖神・宇摩志麻遅命とする説もある。

## 歴史
創建は不詳。『日本三代実録』元慶6年（882年）10月9日条に、従五位を授けられた丹波国荒井神の記載があり、その頃の存在は確認されている。
当社が郡内の古社であり、また当地を「志麻郷」と言ったことなどから、平安時代中期の『延喜式神名帳』に記載される式内社「丹波国船井郡 嶋物部神社」の論社とされている。
当社には隣接して西光寺があり、神仏分離までは当社に神官はおらず西光寺の僧が奉仕していた。
永正16年（1519年）、永禄9年（1566年）、明暦3年（1657年）には建造・補修がなされており、棟札が現存している。
明治6年（1873年）、近代社格制度において村社に列した。

## 境内
- 本殿 - 室町時代後期の作とされる。一間社流造檜皮葺。京都府指定有形文化財に指定。

## 文化財

### 京都府指定文化財
- 有形文化財
  - 荒井神社本殿（附 覆屋1棟、棟札2枚） - 2023年（令和5年）3月24日指定[4]。

本殿は、京都府指定有形文化財への指定以前、1988年（昭和63年）に京都府登録有形文化財に登録され、1985年（昭和60年）に八木町指定有形文化財（のち南丹市指定有形文化財）に指定されていた。

## 現地情報
所在地
- 京都府南丹市八木町美里荒井1

交通アクセス
- 鉄道：JR西日本嵯峨野線 吉富駅 （徒歩約15分）

周辺
- 西光寺 - 隣接